# Bob l'éponge (personnage)
Vous lisez un « bon article » labellisé en 2013.
Cet article concerne le personnage de fiction. Pour la série d'animation correspondante, voir Bob l'éponge.
Bob l'éponge (SpongeBob SquarePants), communément appelé Bob, est un personnage de la série télévisée d'animation du même nom. Il apparaît pour la première fois dans l'épisode intitulé Bienvenue à bord ! diffusé aux États-Unis le 1er mai 1999. Il est doublé dans la version originale par Tom Kenny et par Sébastien Desjours en français. Bob l'éponge est conçu et réalisé par le biologiste et animateur Stephen Hillenburg peu après l'annulation à l'antenne de sa série Rocko's Modern Life en 1996. À cette époque, Hillenburg tente de créer une série télévisée mettant en scène une éponge très optimiste agaçant son entourage tout en se focalisant sur les idées de Laurel et Hardy et de Pee-Wee Herman. Son nom est dérivé d'une bande dessinée, intitulée The Intertidal Zone, dessinée en 1989 par Hillenburg lorsqu'il étudie au California Institute of the Arts.
Bob l'éponge est une petite éponge de mer naïve et maladroite mais positive employée en tant que cuisinier au Crabe Croustillant, un restaurant localisé dans une ville fictive, Bikini Bottom sous la responsabilité du capitaine Krabs. Depuis sa création, le personnage gagne grandement en popularité auprès des enfants et des adultes, malgré les nombreuses controverses dont il est l'objet.
À partir du film de 2020 Bob l'éponge, le film : Éponge en eaux troubles, Bob l'éponge est devenu la mascotte de Nickelodeon Movies et figure dans leur logo de production.

## Rôle
Bob l'éponge est une éponge de mer qui ressemble au plus haut point à une éponge de cuisine. Il a des yeux bleus, de nombreux trous répartis autour de son corps et une bouche laissant apparaître deux dents écartées. Il est toujours vêtu d'une chemise blanche, d'une cravate rouge, d'un pantalon brun, de chaussettes blanches avec une rayure bleue et une rouge et des chaussures noires.
Bob l'éponge travaille comme cuisinier dans un restaurant nommé le Crabe Croustillant, où il est reconnu « employé du mois » de très nombreuses fois où il travaille avec Carlo Tentacule, le caissier. Il fréquente l'école de conduite de Madame Puff, mais échoue à chaque tentative pour obtenir de son permis de conduire, jusqu'à ce qu'elle le lui offre. Bob l'éponge vit avec son animal de compagnie, Gary, un escargot de mer, dans une maison en ananas au 122 rue des Conques, dans la ville fictive de Bikini Bottom, située sous l'atoll de Bikini. Ses voisins sont Carlo Tentacule, un calmar qui est aussi son collègue au Crabe Croustillant, et Patrick Étoile, une étoile de mer, son meilleur ami.
Bob l'éponge est un personnage dynamique et optimiste mais également très naïf. L'un de ses passe-temps préférés est la chasse à la méduse, une activité similaire à l'observation ornithologique et à la collection d'insectes, et la création de bulles en compagnie de Patrick. Il ne sait pas à quel point il agace Carlo. Bob l'éponge répète très souvent la phrase : « Je suis prêt ! ».

## Développement

### Conception

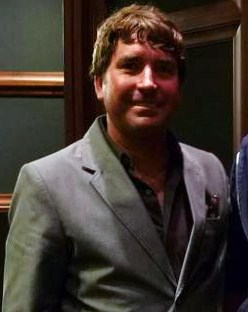
Stephen Hillenburg, créateur de Bob l'éponge.

En 1989, lorsqu'il étudie au California Institute of the Arts, Stephen Hillenburg dessine une bande-dessinée intitulée The Intertidal Zone, dans laquelle le personnage de « Bob the Sponge » présente les créatures maritimes peuplant l'estran. À cette époque Bob est encore dessiné comme une éponge naturelle, mais il se transforme rapidement en sorte de « boîte », forme jugée par Hillenburg « plus amusante ».
Stephen Hillenburg dessine plusieurs essais, qu'il qualifie d'« horribles » avant de concevoir son personnage. Dès le début, avec les conseils de son ami Martin Olson, scénariste dans Rocko's Modern Life, il tente de créer une série télévisée mettant en scène une éponge très optimiste qui agace son entourage. Il compare ce concept à Laurel et Hardy et au personnage de Pee-Wee Herman. Son premier essai montre un personnage habillé d'un chapeau rouge, d'une chemise de travail et portant une cravate. Un pantalon marron est finalement retenu pour le concept final du personnage. Au fur et à mesure de ses essais, Hillenburg décide qu'un personnage « net et carré », comme une éponge de cuisine, correspondrait parfaitement à ce personnage. Bob l'éponge est caractérisé par un comportement infantile et une personnalité optimiste et maladroite similaire à celle de Jerry Lewis.
À l'origine, le personnage est nommé SpongeBoy (« Garçon éponge ») mais ce nom est déjà utilisé par une marque de serpillière. Ce problème est découvert par le département de justice de Nickelodeon lors de la première séance de doublage en 1997. À la suite de cette découverte, Hillenburg décide de changer le nom du personnage tout en gardant le mot Sponge (« Éponge »), de manière que les téléspectateurs ne se méprennent pas quant à sa ressemblance avec un fromage. Hillenburg décide alors d'utiliser SpongeBob, traduit en français par « Bob l'éponge ». Il choisit SquarePants (« Pantalon Carré ») pour nom de famille et en tant que référence à l'allure carrée du personnage.
Bien que son permis de conduire montre que sa date de naissance est le 14 juillet 1986, ce qui a pour conséquence que le personnage a treize ans au moment de la première diffusion « officielle » de la série le 17 juillet 1999, Hillenburg affirme avec humour qu'il aurait cinquante ans en « années d'éponge ». Il explique que Bob l'éponge n'a en fait aucun âge spécifique, mais qu'il est assez vieux pour avoir son indépendance et être libre de passer son permis bateau. Le fait que Bob aille à l'école de conduite est une requête de Nickelodeon.

### Doublage

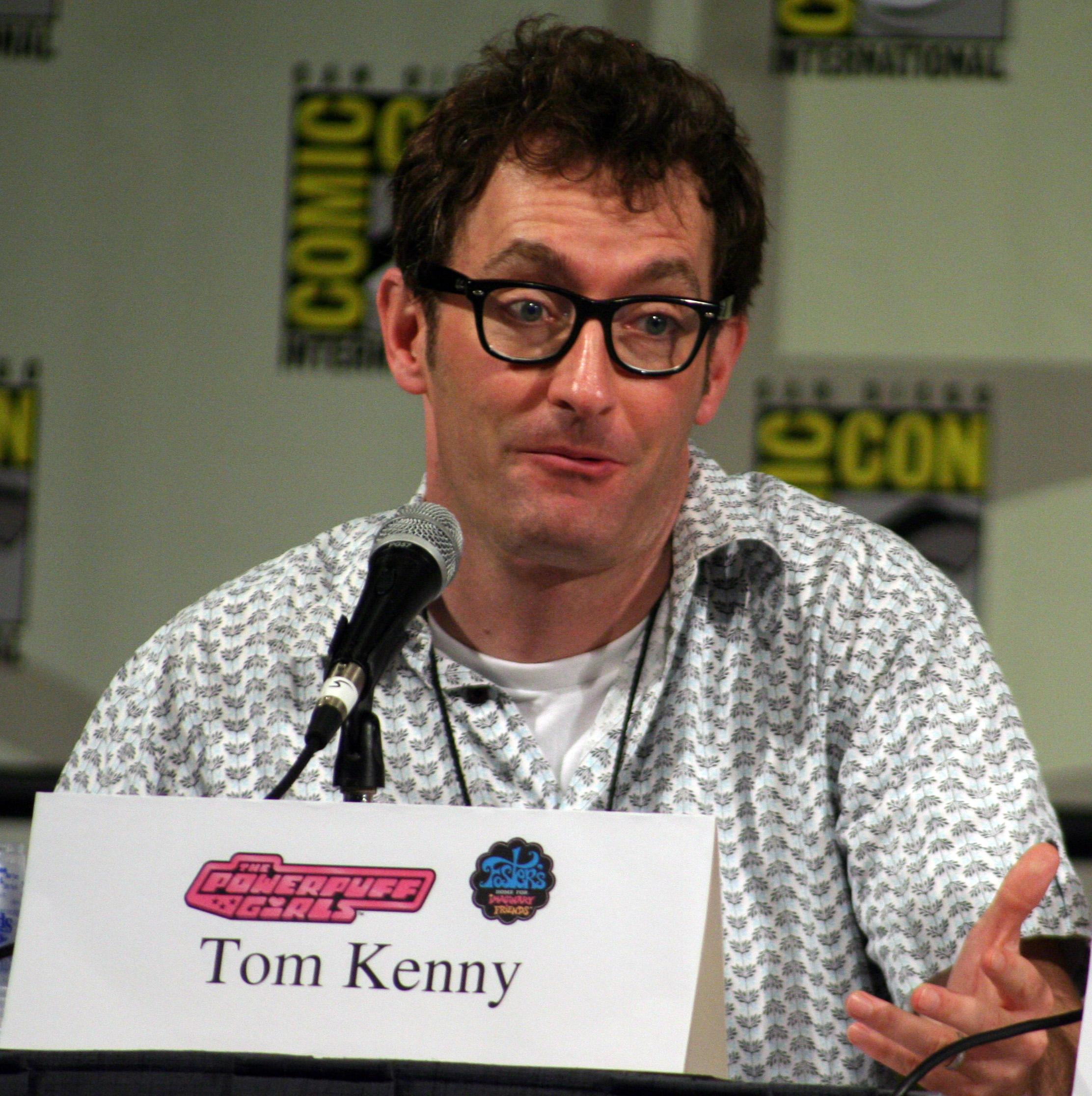
Tom Kenny, voix originale de Bob l'éponge.

Bob l'éponge est doublé dans la version originale par l'acteur américain Tom Kenny ; en version française, c'est l'acteur Sébastien Desjours qui lui prête sa voix. Kenny travaille auparavant avec Hillenburg dans l'émission Rocko's Modern Life puis après la création de Bob l'éponge, Hillenburg demande à Kenny de doubler le personnage principal. Hillenburg se focalise notamment sur la personnalité de Kenny pour créer celle de Bob.
La voix de Bob est initialement utilisée par Kenny pour doubler la voix d'un personnage d'importance mineure, nommé Al, dans Rocko's Modern Life. Kenny ne se souvient pas de l'intonation vocale qu'il avait utilisée uniquement pour ce personnage. Hillenburg, cependant, s'en souvient lors de la création de Bob l'éponge et décide de montrer un extrait de l'épisode pour rappeler cette voix à Kenny. Kenny explique que le rire est particulièrement haut en fréquence car il cherche à créer un rire unique qui agace les autres personnages comme les rires de Popeye et de Woody Woodpecker.
Lors des doublages de Bob l'éponge, dans d'autres langues que celle d'origine, les acteurs s'inspirent de l'intonation vocale de Tom Kenny, même s'ils ajoutent parfois des éléments uniques. Par exemple, dans la version française de la série, Sébastien Desjours emprunte une articulation similaire à celle de la version originale de Daffy Duck.

## Accueil

### Critiques
À travers la diffusion de Bob l'éponge, le personnage de Bob se popularise aussi bien auprès des enfants qu'auprès des adultes. En Décembre 2010, le magazine Entertainment Weekly l'inclut dans son classement des « 100 meilleurs personnages des vingt dernières années ». Cependant, l'accueil du personnage parmi les critiques n'est pas uniquement positif. Le « Top 10 des personnages de dessins animés les plus agaçants des années 2000 » établi par le site web AskMen classe Bob l'éponge à la quatrième place à cause de son attitude bienveillante qualifiée d'« extrêmement ennuyeuse ».

### Controverses
En 2003, alors que la popularité de Bob l'éponge est grandissante parmi les homosexuels, Hillenburg dénie toute implication homosexuelle chez son personnage. Il en vient même à préciser qu'il considère son personnage comme « quasiment asexuel »,. Dans de nombreux épisodes, il régénère ses membres et se reproduit en « bourgeonnant », comme le font les véritables éponges.
Jeffrey P. Dennis, auteur d'un article de presse intitulé The Same Thing We Do Every Night: Signifying Same-Sex Desire in Television Cartoons, explique que Bob et son amie Sandy ne s'aiment pas d'une manière romantique, et ajoute qu'il croit que Bob et Patrick « sont liés par une intensité sans doute érotique ». Dennis note que les deux amis ne sont « pas systématiquement perçus en tant que partenaires romantiques », car ils vivent dans des résidences séparées, et possèdent des groupes distincts d'amis, mais il clame que dans la série « la possibilité d'un désir homosexuel n'est jamais à exclure ». Martin Goodman du magazine Animation World décrit les commentaires de Dennis à propos de la relation entre Bob et Patrick comme « intéressants ».
En 2005, une vidéo dans laquelle Bob l'éponge est montré en compagnie d'autres personnages d'émissions pour enfants chantant ensemble pour promouvoir la diversité et la tolérance est critiquée par un groupe évangélique aux États-Unis, car le personnage de Bob y est montré en tant qu'avocat de l'homosexualité, alors que la vidéo ne contient « aucune référence au sexe, ni à un mode de vie ou à une identité sexuelle »,,. James Dobson, de la fondation Focus on the Family, accuse les créateurs de la vidéo de faire la promotion de l'homosexualité, à la suite du parrainage de la vidéo par un groupe de défense des droits des homosexuels.
Ces incidents mènent à plusieurs interrogations concernant le personnage, notamment celle de savoir s'il est effectivement homosexuel. À la suite des commentaires de Dobson, Hillenburg répète que la préférence sexuelle de Bob n'a jamais été prise en compte lors de la création de la série. De plus, Tom Kenny et les autres membres de la production ont été choqués et surpris d'apprendre qu'une telle idée ait été répandue.
Dobson explique plus tard que sa critique a été sortie de son contexte et que sa plainte se focalise non pas sur Bob l'éponge ni sur aucun autre personnage exposé dans la vidéo, mais sur l'organisation qui a sponsorisé la vidéo, la We Are Family Foundation. Dobson note que la We Are Family Foundation a posté des contenus pro-homosexuels sur leur site Internet, mais qu'ils ont été supprimés. Après la polémique, John H. Thomas, président de l'Église unie du Christ déclare que son église serait heureuse d'accueillir Bob l'éponge dans son ministère. Il déclare que « Jésus ne se détournait pas des gens. Nous non plus »,.
Malgré cela, en Décembre 2013, la commission nationale chargée de la protection de la moralité publique en Ukraine envisage d'interdire la diffusion du dessin animé, car la proximité entre le personnage de Bob l'éponge et son ami Patrick ferait l'apologie de l'homosexualité,.

### Influence culturelle
Démographiquement, la popularité du personnage grandit chez les enfants âgés de deux à onze ans, aussi bien que chez les adolescents et chez les adultes, comprenant les campus universitaires et des célébrités telles que Sigourney Weaver et Bruce Willis. Salon.com explique que l'innocence infantile de Bob l'éponge est ce qui rend ce personnage si attrayant. Bob l'éponge s'est également popularisé parmi les gays, malgré les explications de Stephen Hillenburg concernant la sexualité de ses personnages. Bob est admiré par de nombreux fans de par son mode de vie dynamique et son attitude tolérante.
En Décembre 2015, Nickelodeon annonce la production d'une comédie musicale dont la bande originale est entre autres écrite par David Bowie, John Legend, Cyndi Lauper, Aeorsmith's Steven Tyler et Joe Perry, Panic! At the disco…
Décembre 2018, les militants des mouvements écologistes Action non-violente COP21 et Amis de la Terre utilisent des costumes de Bob l'éponge pour leurs actions ciblant la banque Société générale, accusée de financer « les énergies les plus sales ».

## Produits dérivés
La popularité de Bob l'éponge se retrouve également dans la vente de produits dérivés. En 2005 les poupées à son effigie se vendent en moyenne à 75 000 exemplaires par semaine, soit plus rapidement que les poupées Chatouille-moi, Elmo, vendues durant la même période. Bob l'éponge gagne également en popularité au Japon, particulièrement auprès de la gent féminine. L'entreprise mère de Nickelodeon, Viacom, cible intentionnellement les femmes de ce pays dans le but de créer une branche commerciale Bob l'éponge. Des individus sceptiques redoutent la popularité de Bob l'éponge au Japon, à cause de son design très différent des autres personnages devenus célèbres dans le pays comme Hello Kitty et Pikachu. Le personnage donne également naissance à une éponge remplie de savon fabriquée par SpongeTech.

## Hommage

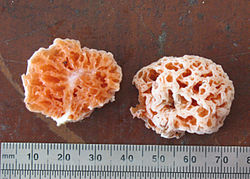
Spongiforma squarepantsii.

En 2013, une nouvelle espèce de champignons est nommée en hommage à Bob l'éponge sous le nom Spongiforma squarepantsii en raison de sa ressemblance avec une éponge de mer. Son épithète, squarepantsii, provient du nom anglophone du personnage SpongeBob squarepants. Il s'agit d'un basidiomycète orange à l'odeur fruitée de la famille des Bolets. Décrit depuis les forêts de Bornéo en Malaisie, il serait en association avec des arbres de la famille des Dipterocarpaceae.